# Gerri Santoro
Geraldine „Gerri” Santoro (született Geraldine Twerdy) (Connecticut, 1935. augusztus 16. – Connecticut, 1964. június 8.) amerikai nő, aki tiltott abortuszba halt bele; egy 1973-ban megjelent fényképe a pro-choice mozgalom jelképévé tette.

## Élete
Gerri ukrán-amerikai családba született és tizennégy testvérével együtt egy farmon nőtt fel a Connecticut állambeli Coventryben. Ismerősei vidám, optimista emberként írták le. Tizennyolc évesen feleségül ment Sam Santoróhoz, akit pár héttel korábban egy buszmegállóban ismert meg. Két lányuk született.

## Halála
1963-ban elhagyta férjét, aki durván bánt vele, és két lányával hazatért szülei otthonába. A Mansfield State Training Schoolban vállalt munkát, ahol találkozott egy másik alkalmazottal, Clyde Dixonnal. Bár Dixon is házas volt, viszonyuk lett, és Gerri teherbe esett. Mikor Sam Santoro bejelentette, hogy eljön Kaliforniából meglátogatni a lányait, Gerri Santoro pánikba esett és féltette az életét. 1964. június 8-án, mikor hat és fél hónapos terhes volt, Dixonnal együtt álnéven bejelentkeztek egy motelba a connecticuti Norwichban, hogy abortuszt idézzenek elő orvosi eszközökkel és egy könyv segítségével, amit Dixon egy munkatársától szerzett. Mikor Santoro vérezni kezdett, Dixon elmenekült, és Santoro 28 évesen meghalt, testét egy szobalány találta meg másnap reggel. Dixont három nappal később letartóztatták, és egy év egy nap börtönbüntetésre ítélték emberölésért és abortuszban való közreműködésért. Az ügyben dolgozó rendőrök az ítéletet túl gyengének találták.

## A hírhedt fénykép
A rendőrök lefényképezték Santoro testét, amint összekuporodva a földön hever, lábai közt egy véres törülközővel. A képet 1973 áprilisában leközölte a Ms. magazin, és a törvényes abortuszért küzdő pro-choice mozgalom jelképe lett. Leona Gordon, Santoro testvére felismerte Gerrit az újságban. 1995-ben Jane Gillooly bostoni független filmrendező meginterjúvolta őt, valamint Santoro lányait és másokat a Leona's Sister Gerri című, Gerri Santoróról szóló dokumentumfilmhez. A filmet először 1995. június 1-jén mutatták be, később filmfesztiválokon is.
Santoro egyik lánya, Joannie a fényképről eredetileg azt mondta: „Hogy képesek ezt így közzétenni? Hogy merik az én gyönyörű anyámat így az emberek szeme elé vinni?” Később azonban Joannie maga is pro-choice aktivista lett, 2004-ben részt vett a March for Women's Lives felvonuláson lányával, Tarával és Gerri testvérével, Leonával, ezenkívül blogjában is megemlékezett is anyjáról.